# 뮤신

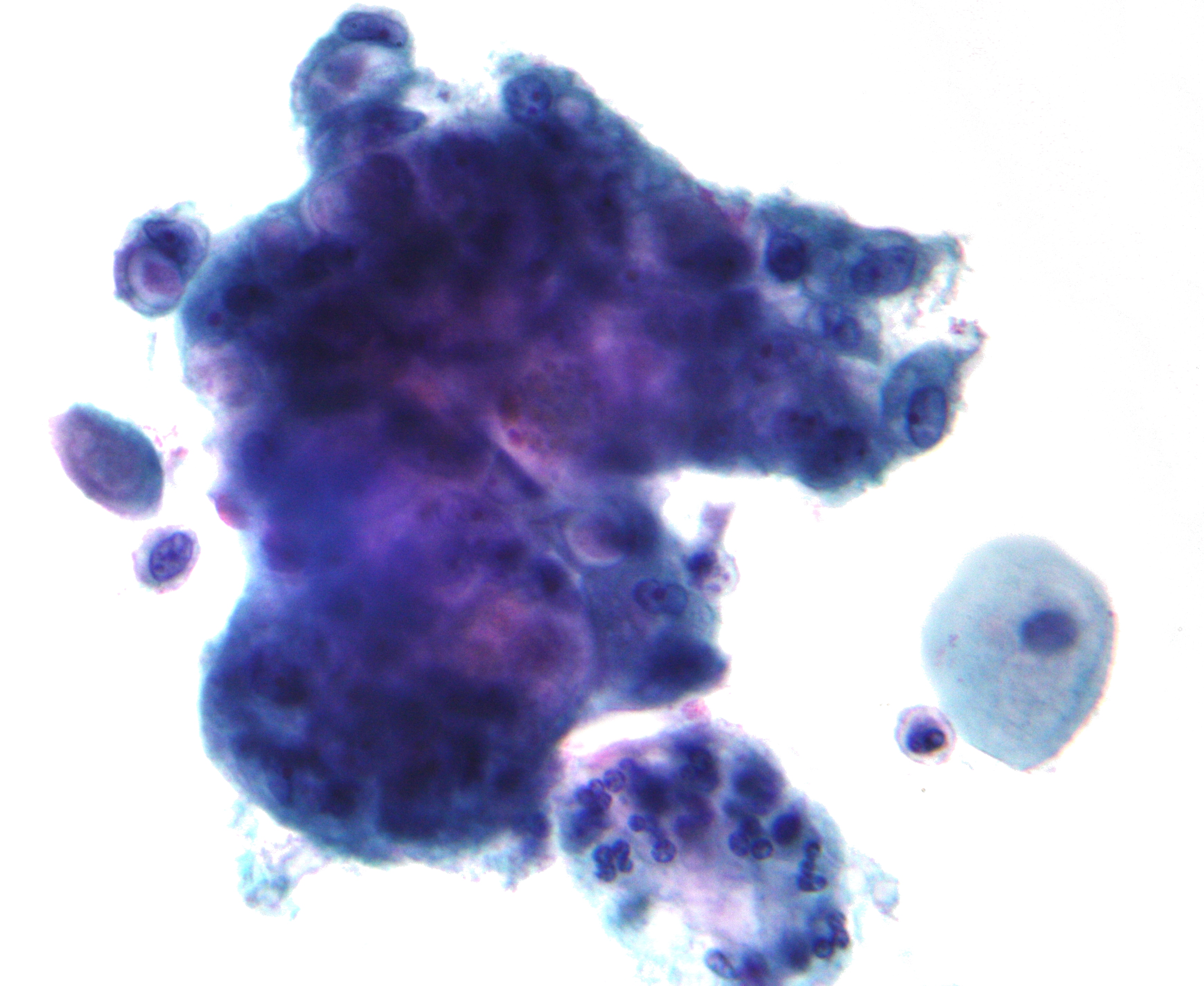
현미경 사진

뮤신(영어: mucin)은 탄수화물 코팅에 의해 둘러싸여진 당단백질로 점액의 점성을 만드는 물질이다.